# Дрифтвуд (Пенсільванія)
Дрифтвуд (англ. Driftwood) — місто (англ. borough) в США, в окрузі Камерон штату Пенсільванія. Населення — 38 осіб (2020).

## Географія
Дрифтвуд розташований за координатами 41°20′36″ пн. ш. 78°7′31″ зх. д. / 41.34333° пн. ш. 78.12528° зх. д. (41.343267, -78.125164).  За даними Бюро перепису населення США в 2010 році місто мало площу 6,62 км², з яких 6,45 км² — суходіл та 0,18 км² — водойми.

## Демографія
Згідно з переписом 2010 року, у селищі мешкало 67 осіб у 35 домогосподарствах у складі 19 родин. Густота населення становила 10 осіб/км².  Було 93 помешкання (14/км²).
Расовий склад населення:
| - 94,0 % — білих - 1,5 % — чорних або афроамериканців |

До двох чи більше рас належало 4,5 %. Частка іспаномовних становила 0,0 % від усіх жителів.
За віковим діапазоном населення розподілялося таким чином: 10,4 % — особи молодші 18 років, 65,7 % — особи у віці 18—64 років, 23,9 % — особи у віці 65 років та старші. Медіана віку мешканця становила 51,3 року. На 100 осіб жіночої статі у селищі припадало 168,0 чоловіків;  на 100 жінок у віці від 18 років та старших — 160,9 чоловіків також старших 18 років.
Середній дохід на одне домашнє господарство  становив 36 187 доларів США (медіана — 33 750), а середній дохід на одну сім'ю — 41 021 долар (медіана — 38 000). За межею бідності перебувало 13,5 % осіб, у тому числі 0,0 % дітей у віці до 18 років та 22,2 % осіб у віці 65 років та старших.
Цивільне працевлаштоване населення становило 25 осіб. Основні галузі зайнятості: виробництво — 36,0 %, сільське господарство, лісництво, риболовля — 24,0 %, публічна адміністрація — 16,0 %.